# The Future
The Future és el novè àlbum d'estudi del cantant i compositor canadenc Leonard Cohen, publicat el 1992. Gairebé una hora de durada, va ser l'àlbum més llarg de Cohen fins a aquesta data. Tant la caiguda del mur de Berlín com els avalots de Los Angeles de 1992 van tenir lloc mentre Cohen estava escrivint i gravant l'àlbum, que expressava el seu sentit de la turbulència del món. L'àlbum es va gravar amb un gran repartiment de músics i enginyers en diversos estudis diferents; els crèdits inclouen gairebé 30 cantants. L'àlbum es va basar en l'èxit de l'àlbum anterior de Cohen, I'm Your Man, i va obtenir crítiques aclaparadorament positives. The Future va arribar al Top 40 de les llistes d'àlbums del Regne Unit, va aconseguir el doble de platí al Canadà i va vendre un quart de milió de còpies als Estats Units, que abans havien estat poc entusiastes amb els àlbums de Cohen.
Moltes cançons d'aquest disc es van fer servir per a diferents pel·lícules: «Waiting for the Miracle», «Anthem» i «The Future» van ser usades per Oliver Stone en la seva pel·lícula de 1994 Natural Born Killers. També apareixen peces en el film Wonder Boys i The Life of David Gale.
The Future fou l'últim àlbum de Cohen enregistrat de manera analògica i només se sap que hi havia una peça que en quedà fora: «Never Any Good» que va aparèixer el 1997 a More Best of Leonard Cohen.
L'actriu Rebecca De Mornay era la companya de Cohen en aquella època i va ajudar en la producció.

## Llista de temes
1. The Future – 6:34
2. Waiting for the Miracle (Cohen/Sharon Robinson) – 7:43
3. Be for Real (Frederick Knight) – 4:32
4. Closing Time – 6:00
5. Anthem – 6:09
6. Democracy – 7:14
7. Light as the Breeze – 7:17
8. Always (Irving Berlin) – 8:04
9. Tacoma Trailer – 5:57

## Temes
«The Future» descriu un món amb una imatgeria permanent de mort, assassinats i caos. La cançó està escrita en primera persona però no és clar què vol representar el poeta. Pot ser un ciutadà que viu en el futur o el mateix diable, tot i que en un vers ens diu que és el petit jueu que va escriure la Bíblia. En el cor es pot trobar una clau a través de les virtuts de la humilitat i de la clemència que no són res en un món violent. També es parlen de les tensions de la Guerra Freda, que pot posar en escar a la humanitat.
«A Waiting for a Miracle» un home, el narrador que pot ser Cohen mateix, és rebutjat per una dona, però va fent avenços a poc a poc i li pot demanar matrimoni.
«Closing Time» explica el tancament d'un bar a través del refrany amb un doble sentit d'una marxa enrere.
«Tacoma Trailer» és una peça instrumental que és l'única que existeix en el catàleg de Cohen.